# La Belle Hélène
Pour les articles homonymes, voir Hélène.
Personnages
- Hélène, reine de Sparte (mezzo-soprano)
- Pâris, fils du roi Priam (ténor)
- Ménélas, roi de Sparte (ténor)
- Agamemnon, roi des rois (baryton)
- Calchas, grand augure de Jupiter (basse)
- Oreste, fils d'Agamemnon (soprano, rôle travesti)
- Achille, roi de Phtiotide (ténor)
- Ajax premier, roi de Salamine (ténor)
- Ajax deuxième, roi des Locriens (ténor ou baryton)
- Parthénis, hétaïre (soprano)
- Léæna, hétaïre (soprano)
- Bacchis, suivante d'Hélène (mezzo-soprano)
- Philocôme, serviteur de Calchas, préposé au tonnerre  (rôle parlé)
- Euthyclès, forgeron (rôle parlé)
- Seigneurs et dames, Gardes, Esclaves, Musiciens, Suivantes d’Hélène, Pleureuses d’Adonis, Joueuses de Flûte, Danseuses, Peuple.

Airs
- Jugement de Pâris « Au mont Ida, trois déesses » - Pâris
- Couplets des rois « Ces rois remplis de vaillance » - Les Rois
- Final I « Pars pour la Crète » - Tous
- Air « Dis-moi Vénus » - Hélène
- Duo du rêve - Hélène, Pâris
- Trio patriotique - Ménélas, Agamemnon, Calchas

La Belle Hélène est un opéra bouffe en trois actes de Jacques Offenbach, inspiré du personnage d'Hélène (en grec ancien Ἑλένη / Helénê), fille de Zeus et de Léda, épouse du roi de Sparte Ménélas, amante de Pâris, fils du roi de Troie (déguisé en berger). Le livret est d'Henri Meilhac et de Ludovic Halévy. Il fut créé à Paris au théâtre des Variétés le 17 décembre 1864.
L'œuvre parodique se moque des mœurs bourgeoises et cléricales de la cour de Napoléon III, qui se prélasse aux bains de mer, représentée sous les traits des rois de la Grèce antique qui découvrent l'adultère d'Hélène, épouse du roi de Sparte, et de Pâris, le fils du roi de Troie. L'opéra caricature aussi le goût pour les arguments tragiques et mythologiques des opera seria de Gluck, Meyerbeer, Rossini, Berlioz ou Wagner.
C'est l'une des œuvres les plus connues d'Offenbach, elle apparaît dans les statistiques d'Operabase comme le no 101 des opéras représentés en 2005-2010 ; elle est le 12e en France et la troisième œuvre d'Offenbach, avec trente-cinq représentations durant la période.

## Genèse

### Écriture
À la suite du décret du 6 janvier 1864 sur la « Liberté des théâtres » qui supprime l’obligation de chaque établissement de rester dans son genre, les directeurs des théâtres parisiens cherchent à élargir leur répertoire. Dès le printemps 1864, le théâtre des Variétés, autrefois cantonné au Vaudeville, monte avec succès des œuvres lyriques comme La Liberté des théâtres ou le Joueur de flûte. Jacques Offenbach, de son côté, cherche à s’éloigner du théâtre des Bouffes-Parisiens avec lequel il est en conflit.
Le 12 juin 1864, Jacques Offenbach propose à Ludovic Halévy une idée de livret : « comme les Anglais [qui] envoient partout des correspondants en temps de guerre, on pourrait peut-être employer ce moyen pour notre Prise de Troie. ».
Depuis Ems, où il présente Le Soldat magicien le 12 juillet 1864 puis Jeanne qui pleure et Jean qui rit le 19 juillet 1864, il travaille sur la partition. Le 2 juillet 1864, il a presque finalisé le premier acte qui lui est « extrêmement bien venu » et demande à Ludovic Halévy de lui envoyer le second acte. Homme de scène, il lui précise le lendemain : « le premier acte qui est charmant ne nous donne (…) que l’exposition. Vous savez que les pièces vivent par les situations, vous le savez mieux que personne, donc intriguez. ». L’été n’est guère profitable à l’avancement de l’œuvre. Depuis Étretat, le 25 août, Jacques Offenbach se félicite d’avoir terminé le premier acte et de l’« effet immense » du finale pour lequel il n’a « presque pas changé un (…) vers » de ses librettistes. Le 3 septembre, il écrit à Ludovic Halévy : « Je brûle d’avoir le 2e acte d’Hélène ».
La lecture de la pièce a lieu le 7 septembre 1864 à Paris.
Fin septembre, Jacques Offenbach s’occupe de la troupe, il souhaite Hortense Schneider dans le rôle d’Hélène, Léa Silly pour le rôle d’Oreste, Henri Couder pour le rôle de Calchas – ce dernier créera en fin de compte le rôle d’Agamemnon.
En octobre 1864, la presse parisienne annonce la création pour l’hiver de L’Enlèvement d’Hélène : « une nouvelle parodie de l’antique, un pendant à Orphée aux Enfers ». Hortense Schneider, que Jacques Offenbach avait remarquée et qu’il avait recrutée pour les Bouffes Parisiens, est engagée par le théâtre des Variétés « à des appointements considérables ».

### Censure
Le livret est traité par la commission de censure le 18 octobre 1864. Début novembre 1864, le bruit court que la censure a fortement modifié l’œuvre. Le Figaro indique que l’œuvre « n’a eu nullement à souffrir » et qu’il s’agit simplement de « quelques changements de mots ». En réalité, comme l’explique l’historien Jean-Claude Yon, le livret a fortement embarrassé la commission. Elle a demandé, par exemple, que « Pâris se voit promettre non plus “la plus belle femme du monde” mais “l’amour de la plus belle femme du monde” ». Avec ce type de changement, les censeurs ont rendu le livret « plus allusif. Forcée de se faire plus discrète, la sensualité d’Hélène n’en est que plus troublante. ».

### Répétitions
Les répétitions commencent dès la mi-octobre 1864. Mi-novembre, la première est retardée. Les premières répétitions se font en l’absence des librettistes, Offenbach écrit à Ludovic Halévy : « [Hippolyte] Coigniard m’a dit que ça ne s’est jamais vu qu’un auteur s’éloigne au moment de mettre en scène une pièce. ».
Fin novembre, les journalistes utilisent le titre définitif : La Belle Hélène.
Le 16 décembre, Jacques Offenbach donne des dernières instructions à Ludovic Halévy : « qu’on fasse silence dans la coulisse » et lui demande de lui « dire comment cela a marché, s’il y a des coupures à faire. ». Il est vraisemblable que la suppression de la première partie du Jeu de l’oie (no 13) et de l’air de Pâris précédant le Duo (no 15) ait été faite avant la première.

## Création

### Accueil
La création a lieu le 17 décembre 1864 au théâtre des Variétés. Le succès est « vif le premier soir et foudroyant aux représentations suivantes » note Le Figaro.

### Musique
Le Ménestrel note, à regret, que « la verve de M. Jacques Offenbach est intarissable » et que « bien des motifs [sont] destinés à devenir populaires ». Les critiques ne se trompent pas en disant de cette musique « charmante » qu’elle « fera trembler d’ici à huit jours les murs de la salle des Bals de l’Opéra ».
La presse s’enthousiasme pour l’ensemble des morceaux, sans parvenir à en sélectionner quelques-uns. « Il y a dans la Belle Hélène des finales développées et des petits morceaux courts déguisés en madrigaux burlesques, des pages pour les connaisseurs et des refrains pour la foule. ». « Un délire ingénieux, une furie spirituelle animent toute cette partition, une des meilleures d’Offenbach ; elle rayonne de joie, de succès, de popularité. » note Le Constitutionnel.
La sensualité latente, exacerbée par la censure, est aussi palpable dans la musique comme le note un critique qui décrit le duo de l’acte II (no 15) comme « un chef-d’œuvre de délicatesse érotique ».
M. Escudier note avec justesse la spécificité de la musique de Jacques Offenbach : « dans les scènes comiques, sa musique fait mourir de rire ; dans les scènes tendres ou passionnées, il atteint à une rare élévation de sentiment. ».

### Livret
La Comédie se réjouit : « On a ri au dialogue et aux couplets, on a ri à tout. ». La pièce est appréciée car elle est « amusante » voire d’une « merveilleuse cocasserie ». La France musicale note d'ailleurs : « la pièce est écrite dans un français très élégant, l’esprit y abonde ».
Quelques titres de la presse déplorent, comme ils ont pu le faire avec Orphée aux Enfers, « le choix de certains sujets dépoétisés par la parodie. (…) L’Iliade et l’Odyssée sont tournés en ridicule ». « Ne serait-il pas temps d’en finir avec ces froides facéties qui rabaissent l’esprit du public, en l’accoutumant à railler le Beau et à huer le Sublime ? » interroge Paul de Saint-Victor dans La Presse.Théophile Gautier. Nestor Roqueplan, plus conciliant, voit dans La Belle Hélène « la plus belle galerie de caricatures, et la mieux composée pour couler à jamais l’antiquité, si elle n’était insubmersible. ».

### Créateurs
L’ensemble de la troupe est largement remarqué comme étant « plus drolatiques les uns que les autres ».
Hortense Schneider, dans le rôle-titre, est particulièrement remarquée pour son grand « succès de beauté, de chant, de jeu fantaisiste ».

### Succès
Le succès est au rendez-vous. La meilleure journée jamais obtenue aux Variétés est dépassée le lundi 2 janvier, avec une recette de 4 600 francs.
Début juin 1865, Le Figaro donne le compte-rendu du dîner pour la 150e représentation pour laquelle Jacques Offenbach invite 150 personnes, dont les interprètes de la pièce, à un souper chez Peter’s. D’après Jean-Claude Yon, La Belle Hélène s’arrête en réalité à la 143e représentation le 31 mai 1865.
Elle est reprise l’année suivante aux Variétés le 25 novembre 1865 et atteint la 197e représentation quand elle quitte l’affiche le 21 janvier 1866.

## Créations à l’étranger
Fin février 1865, Jacques Offenbach part pour Vienne pour « diriger les répétitions de la Belle Hélène ». La première est donnée au Theater an der Wien le 17 mars 1865 devant un public frénétique : « c’est tout le public qui bouge : le parterre, les loges et les galeries veulent danser, on tapote du pied, on bat la mesure avec sa main, on fredonne les mélodies et chacun polke avec Monsieur Polkabach ». Pour cette création, l'adaptation du livret est confié à Camillo Walzel et à Julius Hopp. Le rôle d'Hélène est confié à Marie Geistinger qui remporte « un succès aussi complet que celui d'Hortense Schneider à Paris ».
La Belle Hélène est créée à Berlin en Allemagne le 13 mai 1865, en Hongrie en mars 1866 sous le titre de Szép Helena, à Londres en Grande-Bretagne le 30 juin 1866 , à Milan en Italie le 27 avril 1867et aux États-Unis, pour la version anglaise, le 13 avril 1868.
La première tchèque eut lieu à Prague en 1875. La première australienne eut lieu le 31 mai 1876 à Sydney au Royal Victoria Theatre.

## Créateurs
| Rôle                                                 | Créateur              | Tessiture               |
| ---------------------------------------------------- | --------------------- | ----------------------- |
| Pâris, fils du roi Priam                             | José Dupuis           | ténor                   |
| Ménélas, roi de Sparte                               | Jean-Laurent Kopp     | ténor                   |
| Agamemnon, roi des rois                              | Henri Couder          | baryton                 |
| Calchas, grand augure de Jupiter                     | Pierre-Eugène Grenier | basse                   |
| Achille, roi de Phtiotide                            | Alexandre Guyon       | ténor                   |
| Ajax premier, roi de Salamine                        | Édouard Hamburger     | ténor                   |
| Ajax deuxième, roi des Locriens                      | Andof                 | ténor                   |
| Philocôme, serviteur de Calchas, préposé au tonnerre | Videix                | rôle parlé              |
| Euthyclès, forgeron                                  | Royer                 | rôle parlé              |
| Hélène, reine de Sparte                              | Hortense Schneider    | mezzo-soprano           |
| Oreste, fils d’Agamemnon                             | Léa Silly             | soprano (rôle travesti) |
| Bacchis, suivante d'Hélène                           | C. Renault            | soprano                 |
| Léæna, hétaïre                                       | Gabrielle             | soprano                 |
| Parthénis, hétaïre                                   | Alice                 | soprano                 |

## Argument

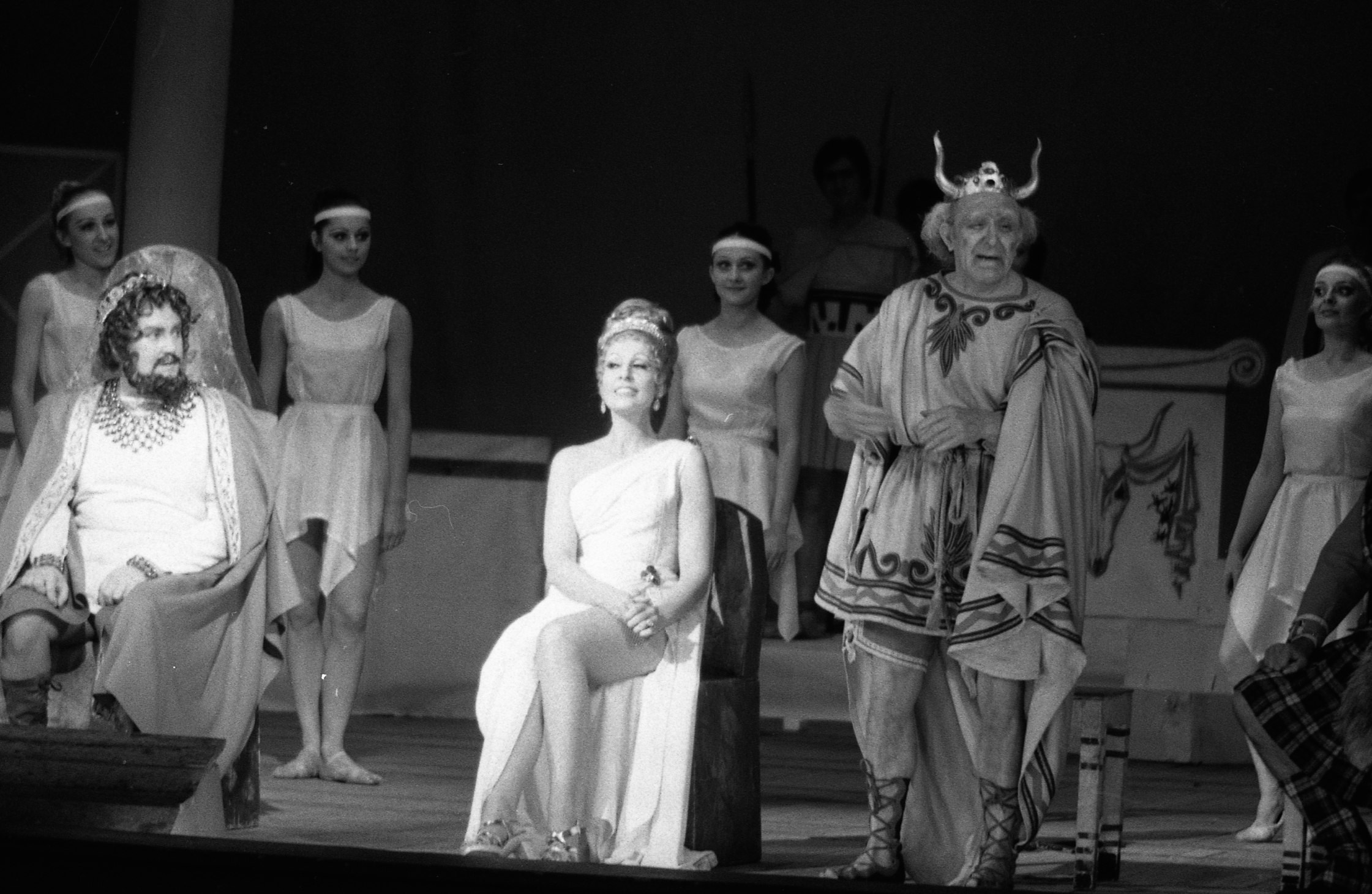
Représentation de La Belle Hélène au Théâtre du Capitole de Toulouse en 1972.

### Acte I – Le Jugement de Pâris
Sur une place publique de Sparte, le peuple dépose des offrandes devant le temple de Jupiter. Calchas, le grand augure, regarde amèrement ces maigres offrandes composées essentiellement de fleurs. La matinée se poursuit avec la venue des pleureuses d’Adonis accompagnées par Hélène, reine de Sparte, qui demandent à Vénus « de l’amour, n’en fût-il plus au monde ! ». Survient alors, le jeune prince Oreste, fils d’Agamemnon, accompagné de jeunes femmes à la mode que Calchas réussit à renvoyer de peur qu’ils ne perturbent le sacrifice. C’est ensuite Pâris, le fils du roi Priam, déguisé en berger, qui arrive à Sparte et qui vient chercher « l’amour de la plus belle femme du monde » que lui a promis Vénus lors du concours du mont Ida. Calchas se plie à la volonté de Vénus et s’engage à l’aider à conquérir Hélène, la plus belle femme du monde. Justement, un concours est organisé pour découvrir « des gens d’esprit ». Les rois de la Grèce, Ajax Premier, Ajax Deuxième et Achille accourent suivis par Ménélas, époux d’Hélène et roi de Sparte, et par Agamemnon. Remportant les trois épreuves de la charade, du calembour et des bouts-rimés, Pâris dévoile son identité. Calchas fait alors entendre une prophétie : « il faut que Ménélas aille passer un mois… (…) dans les montagnes de la Crète ».

### Acte II – Le jeu de l’oie

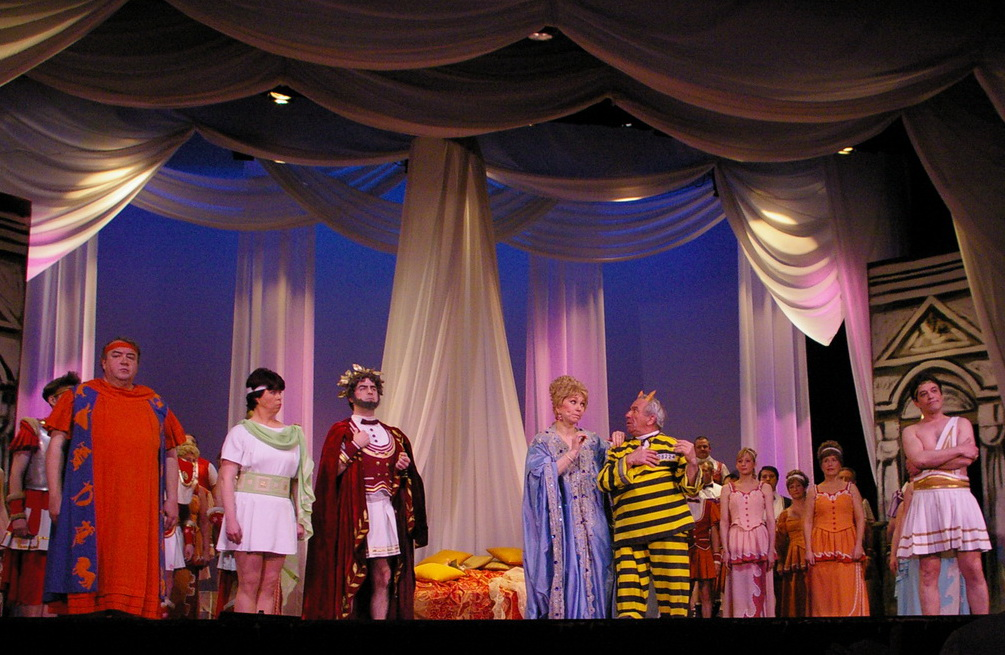
Final de l'acte II, Matelots de la Dendre, Ath, 8 avril 2008.

Dans les appartements de la reine, la belle Hélène reçoit Pâris qui s’impatiente : « voilà un mois que nous nous en tenons au marivaudage », lui déclare-t-il. Constatant que l’amour n’est pas suffisant, il lui fait savoir que la ruse sera le prochain moyen qu’il utilisera pour arriver à ses fins. À la fin de l’entretien, toute la cour et les rois arrivent pour jouer au jeu de l’oie. La partie se termine assez vite lorsque Calchas est pris en flagrant délit de tricherie, mais par sa diplomatie il parvient très rapidement à reprendre la situation en main. Fatiguée, Hélène se repose tout en souhaitant un songe lui permettant de voir le beau Pâris sans ternir la fidélité qu’elle doit à Ménélas. Malgré les nombreux gardes placés aux portes de l’appartement, Pâris arrive à entrer sous les apparences d’un esclave. Le rêve devient réalité, mais au moment où Pâris et Hélène s’embrassent, Ménélas, de retour de Crète, entre dans l’appartement. Appelant les rois et la cour à la rescousse, ils chassent Pâris de Sparte.

### Acte III – La galère de Vénus
Sur la plage de Nauplie où la cour s’est installée, Hélène tente d’oublier l’épisode arrivé huit jours plus tôt. Ménélas demandant une explication, Hélène se défend et déclare avoir résisté à l’amour de Pâris. Vénus est en colère, les couples se défont, Agamemnon et Calchas demandent à Ménélas de  s’immoler pour le bien de la Grèce. Celui-ci refuse. Pour sortir de l’impasse, il a fait venir le grand augure de Vénus. Ce grand augure, c’est Pâris déguisé, qui demande simplement à ce qu’Hélène aille à Cythère pour effectuer quelques sacrifices à Vénus. Ménélas accepte avec joie une solution qui ne lui coûte rien. Alors que la galère repart emportant Hélène, Pâris se fait reconnaître et déclare à Ménélas : « Ne l’attends plus, roi Ménélas, j’emporte Hélène, elle est à moi ! Je suis Pâris ! ».

## Partition
Le piano-chant de La Belle Hélène est paru à Paris aux éditions Gérard en 1865. L’édition Alkor de 2008 « bénéficie des recherches de Robert Didion. On y trouve la scène du jeu de l'oie en entier [N°13], les couplets de Pâris précédent le Duo du rêve [N°15] et trois versions alternatives du finale de l'acte III. » Elle inclut donc des numéros que Jacques Offenbach a supprimé ou modifié lors des dernières répétitions.
| N°        | Titre                 |                                   | Éd. Gérard, 1865 | Éd. Alkor, 2008 |
| --------- | --------------------- | --------------------------------- | ---------------- | --------------- |
| Acte I    |                       |                                   |                  |                 |
|           | Introduction          | Introduction                      | •                | •               |
| 1         | Chœur                 | Vers tes autels, Jupin            | •                | •               |
| 1 bis     | Chœur                 | C'est le devoir des jeunes filles | •                | •               |
| 2         | Air                   | Amours divins, ardentes flammes   | •                | •               |
| 2 bis     | Mélodrame             | Mélodrame                         | •                | •               |
| 3         | Couplets              | Au cabaret du labyrinthe          | •                | •               |
| 3 bis     | [Pas de titre]        |                                   | •                | •               |
| 4         | Mélodrame             | Mélodrame                         | •                | •               |
| 5         | Mélodrame             | Mélodrame                         | •                | •               |
| 6         | Le jugement de Pâris  | Au mont Ida                       | •                | •               |
| 6 bis     | Mélodrame             | Mélodrame                         | •                | •               |
| 6 ter     | Mélodrame             | Mélodrame                         | •                | •               |
| 7A        | Marche                | Voici les Rois de la Grèce        | •                | •               |
| 7B        | Couplets              | Ces Rois remplis de vaillance     | •                | •               |
| 7 bis     | [Pas de titre]        | Voici les Rois de la Grèce        | •                | •               |
| 7 ter     | Mélodrame             |                                   |                  | •               |
| 7 quater  | Mélodrame             |                                   |                  | •               |
| 7 quinter | Mélodrame             |                                   |                  | •               |
| 8         | Final                 | Gloire                            | •                | •               |
| Acte II   |                       |                                   |                  |                 |
| 9         | Entr'acte             | Entr'acte                         | •                | •               |
| 10        | Chœur                 | O Reine, en ce jour               | •                | •               |
| 11        | Invocation à Vénus    | Nous naissons                     | •                | •               |
| 12        | Marche de l'oie       | Le voici, le Roi des Roi          | •                | •               |
| 12 bis    | Reprise de la marche  | Tous autour du Roi des Roi        |                  | •               |
| 13        | Scène du jeu          | Vous le voyez, j'ai trois         | •                | •               |
| 14        | Couplet               | En couronnes, tressons les roses  | •                | •               |
| 15        | Duo du rêve           | C'est le ciel qui m'envoie        | •                | •               |
| 16A       | Final                 | A moi, Rois de la Grèce           | •                | •               |
| 16B       | Couplets              | Un mari sage                      | •                | •               |
| Acte III  |                       |                                   |                  |                 |
| 17        | Entr'acte             | Entr'acte                         | •                | •               |
| 18A       | Chœur                 | Dansons, aimons                   | •                | •               |
| 18B       | Ronde                 | Vénus, au fond de nos âmes        | •                | •               |
| 18 bis    | Mélodrame             | Mélodrame                         | •                | •               |
| 19        | Couplets              | Là, vrai ! je ne suis pas         | •                | •               |
| 20        | Trio patriotique      | Lorsque la Grèce                  | •                | •               |
| 21A       | Chœur                 | La galère de Cythère              | •                | •               |
| 21B       | Tyrolienne avec Chœur | Et tout d'abord                   | •                | •               |
| 22        | Final                 | Elle vient, c'est elle            | •                | •               |

## Costumes

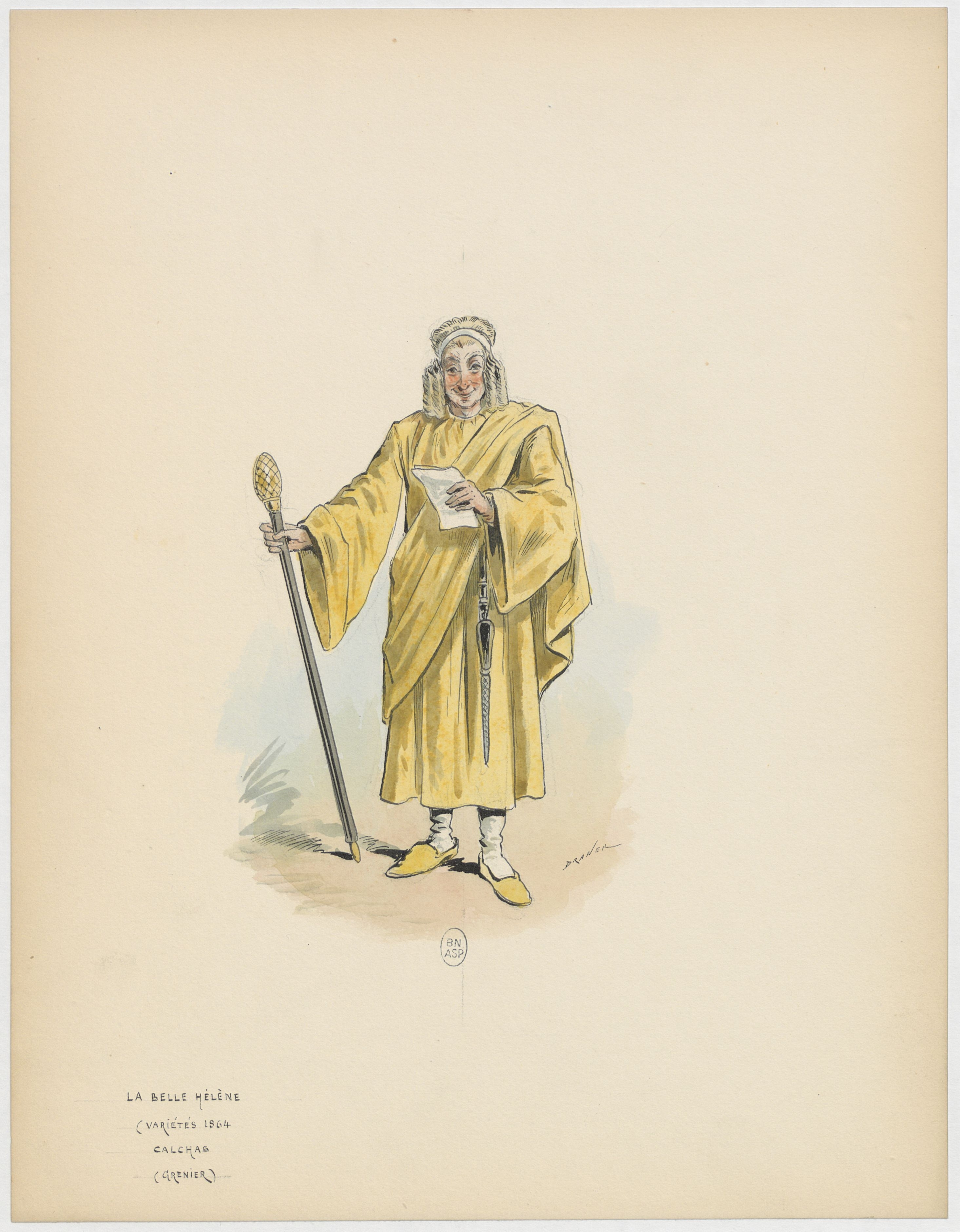
Costume de Calchas par Draner (1864)
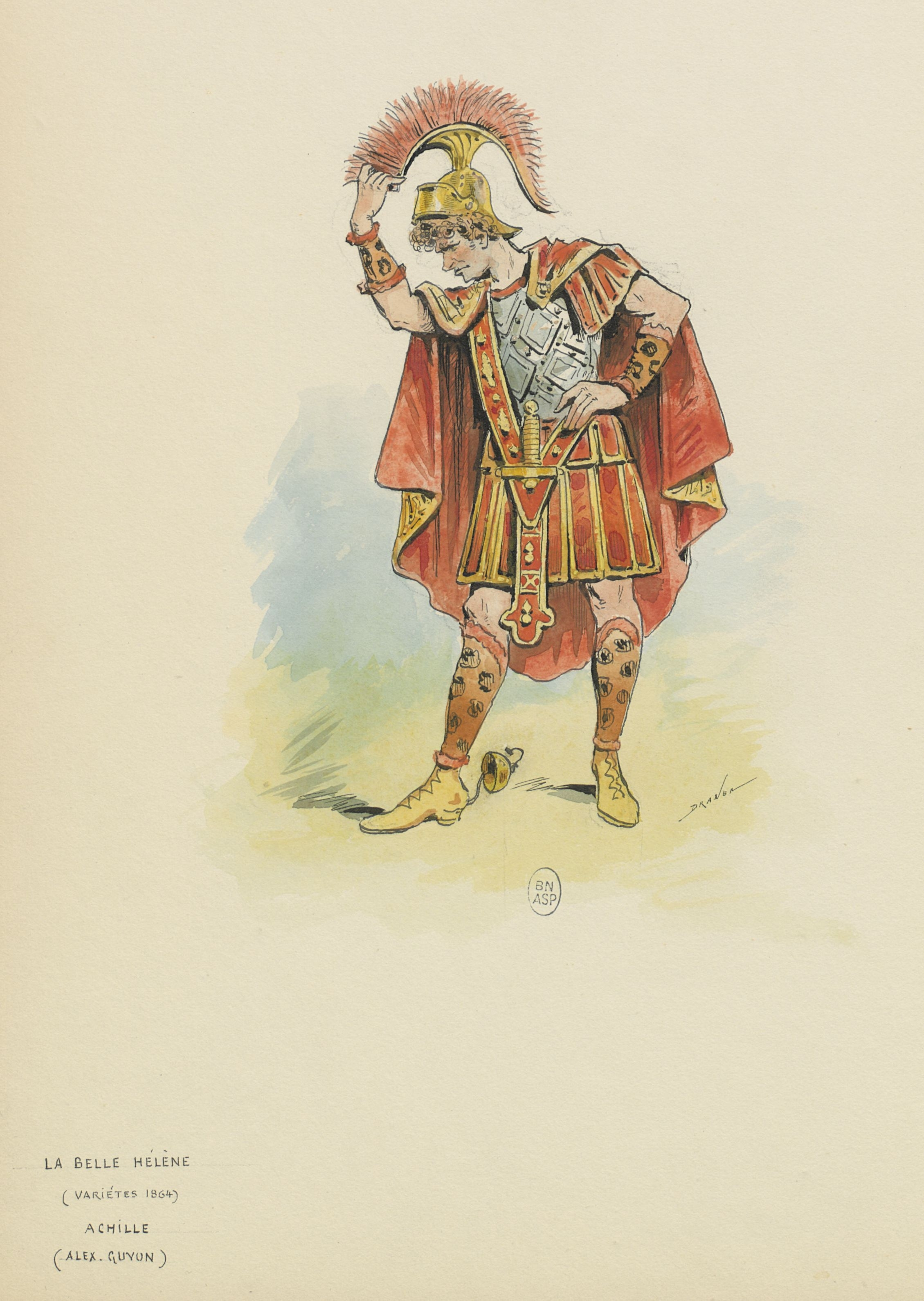
Costume d'Achille par Draner (1864)
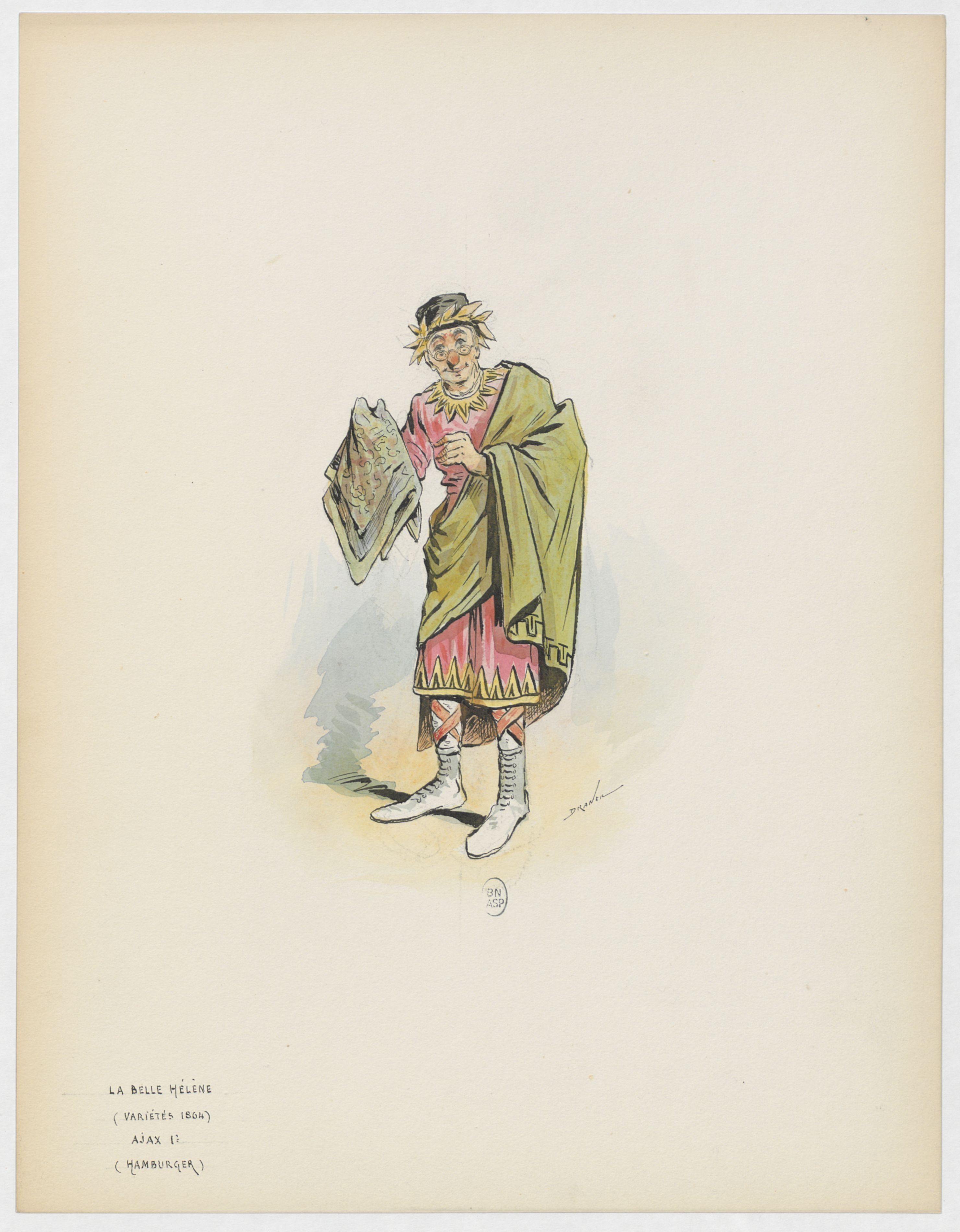
Costume d'Ajax Ier par Draner (1864)
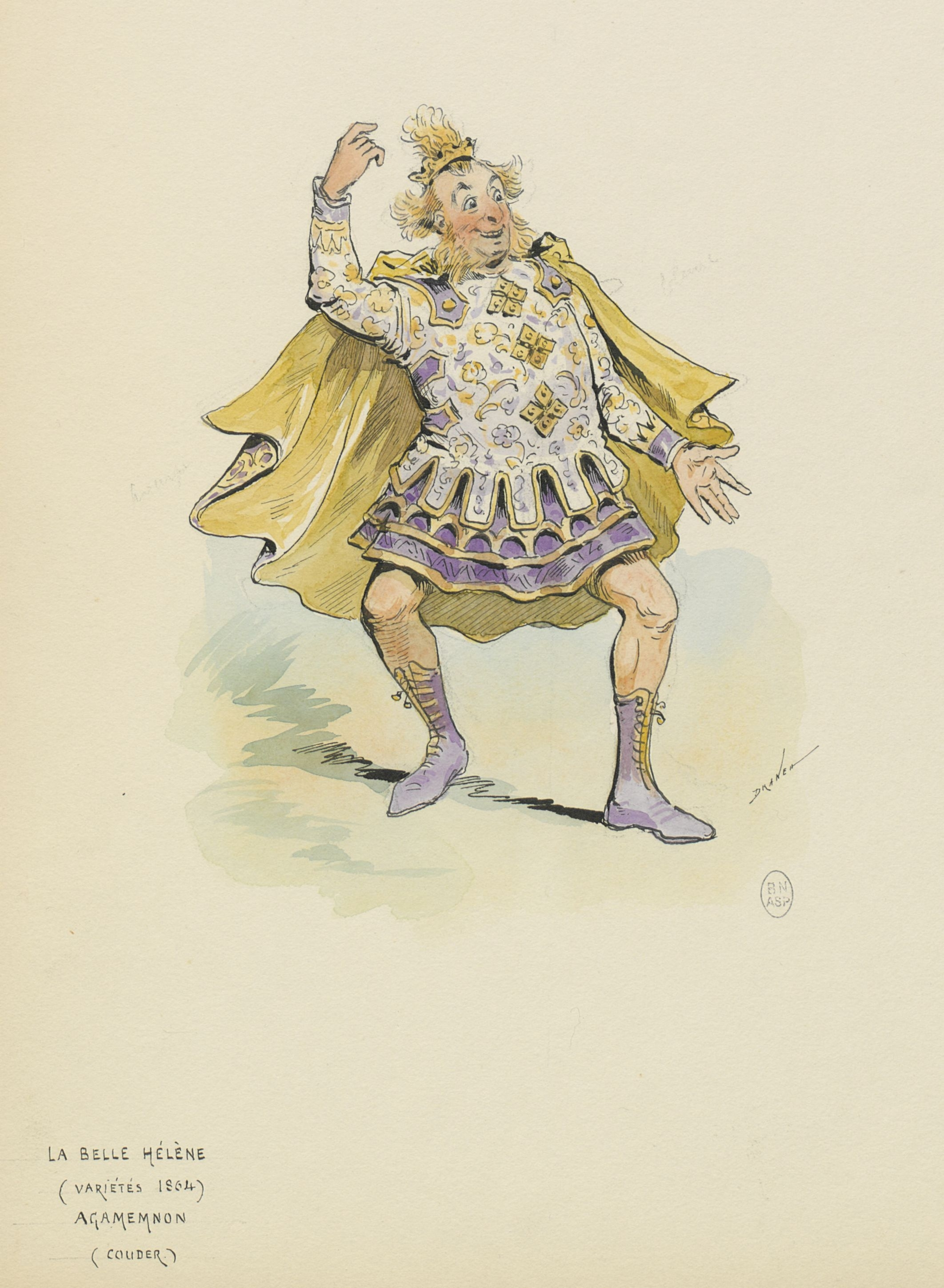
Costume d'Agamemnon par Draner (1864)
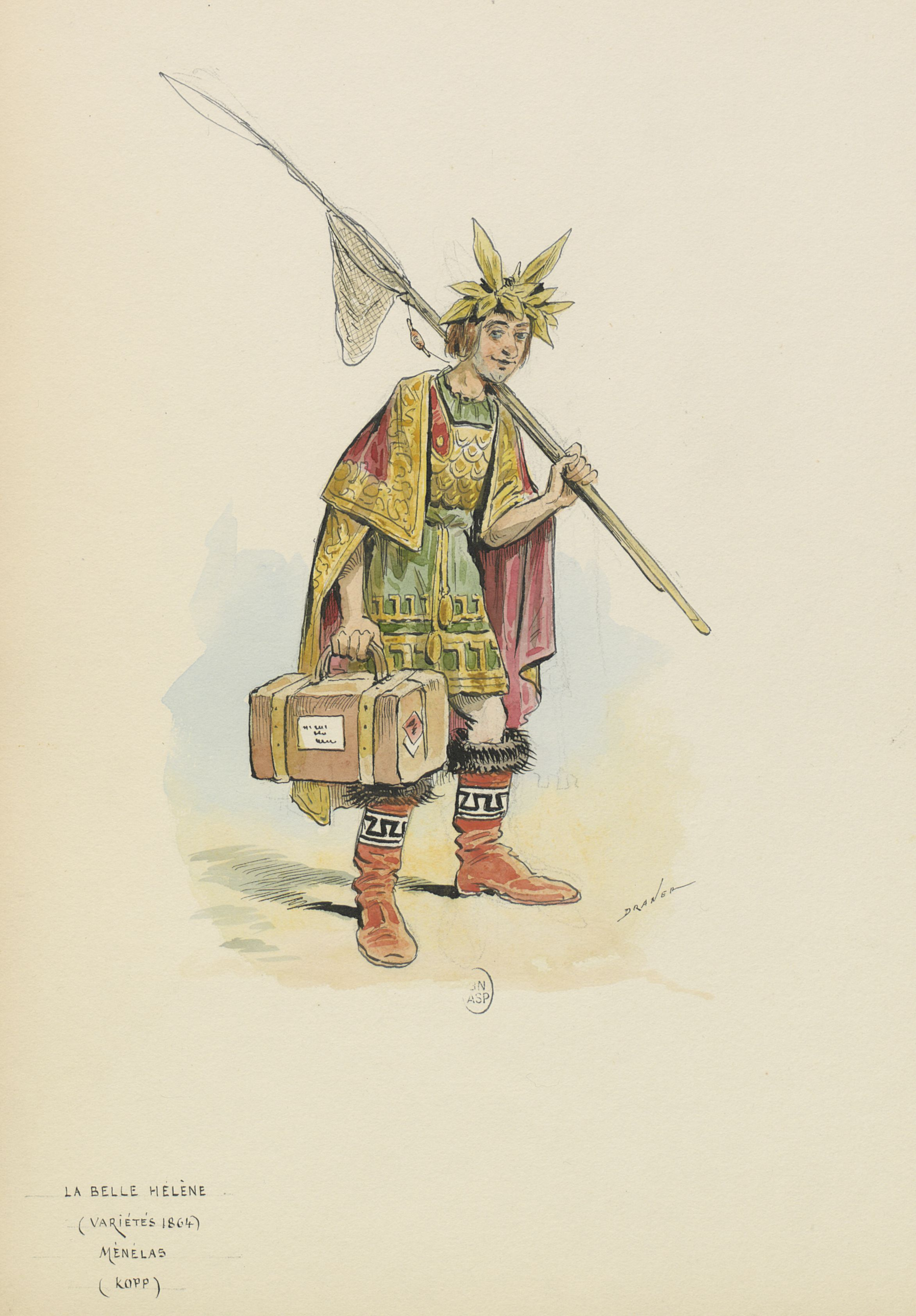
Costume de Ménélas par Draner (1864)
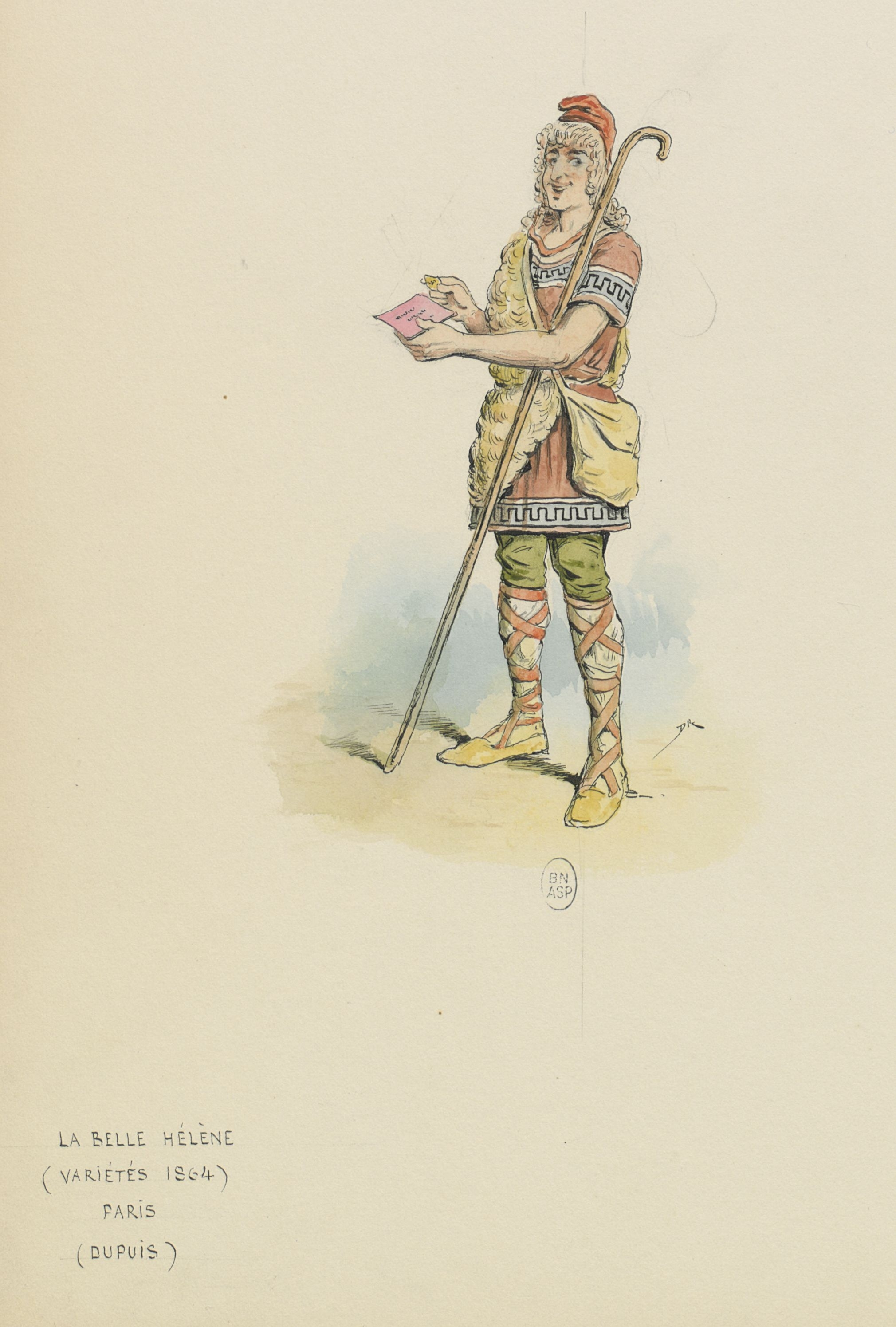
Costume de Pâris par Draner (1864)
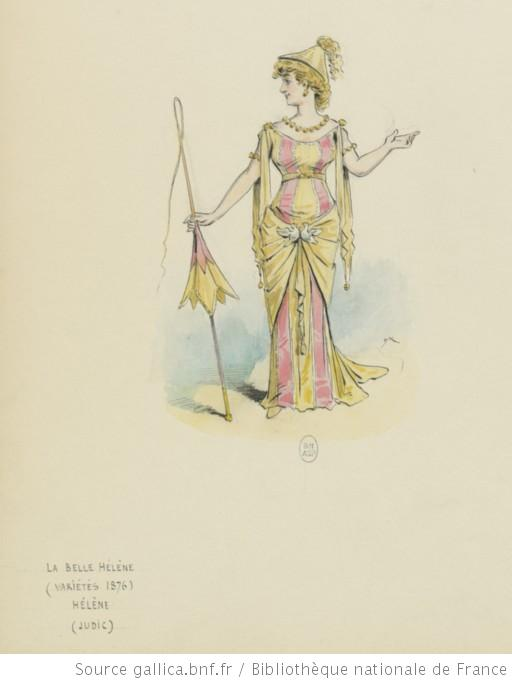
Costume d'Hélène par Draner (1876)

## Fidélité à l’œuvre
- Les paroles de la Marche des rois (N°7) au premier acte « Je suis mari de la reine, ri de la reine »[39] subissent un « remplacement, devenu traditionnel, de “mari” par “époux” »[41]. Ce changement est très tardif : on peut lire par exemple dans l'Aurore du 23 août 1901 « Samuel (…) était donc le mari de la reine… ri de la reine, comme on chante dans la Belle Hélène. »[42],[Note 6]. Cette modification « produit un calembour » et donne un sens à l'effet créé alors que Jacques Offenbach n'avait souhaité qu'« une forme particulière de comique par l'absurde »[41],[Note 7].
- La charade de la scène XI du premier acte est régulièrement[Note 8] malmenée dans les productions. La première syllabe que donne Pâris « Mon premier se donne au malade : loch… » fait référence au loch ou looch, un « médicament liquide, de la consistance d'un sirop épais » dont le Littré indique l'apparition en français au XVIe siècle[43].

## Citations et emprunts
Acte I 
- Scène V, en faisant dire à Calchas : « Ce cygne traqué par un aigle, / Que Léda sauva dans ses bras… », les librettistes citent le N°8 de l'opéra bouffe Orphée aux Enfers créé en 1858 par Jacques Offenbach.
- Scène VI, dans ses Couplets (N°3), Oreste chante « Οῖα ϰεφαλὴ, ώ λὰ λὰ ! », retranscrit dans la partition en « Oya Kephale, oh la la ! ». Les librettistes utilisent du grec ancien qui se traduit par « Quelle tête, oh ! la la ! »[44]. Il s’agit vraisemblablement d’une citation de la fable Le Renard et le masque d’Ésope que les librettistes mettent dans la bouche du chœur à propos d’Oreste : « Oh ! Quelle tête ! mais elle n’a pas de cervelle. »[45]
- Scène VI, l’arrivée de la colombe de Pâris est accompagnée d’un Mélodrame (N°4) qui prend la forme d’une « Musique très douce à l’orchestre »[46]. Malgré les « ressemblances précises dans le choix de la nuance pianissimo, du registre suraigu, des batteries de violon, et même, au début, dans les tournures mélodico-harmoniques » avec l’ouverture de Lohengrin, il n’y a pas de parodie musicale écrit David Rissin[47],[Note 9].
- Scène X, les librettistes font dire à Hélène « Ils appellent ça “faire de l’œil”, à Corinthe ! », ils font référence à Virgile qui présente cette ville comme « l’œil de la Grèce »[48].
- La scène XI de la charade est également une parodie de l'acte II de Tannhäuser de Wagner, présenté à Paris en 1861, dans laquelle le concours de chant des chevaliers est substitué par un concours de charades anachroniques[49],[50]. Offenbach ayant toujours moqué Wagner, le « musicien de l'Avenir » depuis 1860 et sa Symphonie de l'Avenir où il fait dire à Wagner « Ah Ah, me voilà, je suis le compositeur de l'avenir et je vous écrase tous, vous, le passé, la routine, je suis toute une révolution. »[51], ce qui n'était pas du goût de Wagner.
- Le final de l'acte I, "L'homme à la pomme/ Au ciel" est une parodie de l'air d'Urbain de l'opéra des Huguenots du compositeur Giacomo Meyerbeer né en Saxe, tout comme l'air des deux Ajax et leur double thorax[52]. Meyerbeer appréciait l'humour d'Offenbach.

 Acte II 
- Scène V, les librettistes introduisent une partie de jeu de l’oie. Ils font référence au « jeu de l’oye, renouvelé des Grecs », jeu inventé au XVIe siècle et faussement attribué à la Grèce antique.

 Acte III 
- Scène V, à propos du mal que Vénus a répandu sur la Grèce, allusion à la syphilis (ou mal de Venus), Calchas dit « Tous ne succombent pas, mais tous en sont frappés. » Citation du vers 7 des Animaux malades de la peste de La Fontaine (Fables, VII,1) : « Ils ne mouraient pas tous, mais tous étaient frappés ».

- Dans son Trio patriotique de l'acte III, Jacques Offenbach et ses librettistes font référence à l'opéra Guillaume Tell de Gioachino Rossini créé à Paris en 1829 :

| AGAMEMNON. Lorsque la Grèce est un champ de carnage, Lorsqu’on immole les maris, Tu vis heureux au sein de ton ménage… Tu t’fich’s pas mal de ton pays ! (...) AGAMEMNON. Il chancelle !... CALCHAS. Il chancelle !... AGAMEMNON et CALCHAS. À peine, il respire ! MÉNÉLAS. J'expire ! La Belle Hélène, N°20, acte III, scène V | GUILLAUME. Quand l'Helvétie est un champ de supplice Où l'on moissonne ses enfants Que de Gesler tes armes soient complices Combats et meurs pour nos tyrans (...) GUILLAUME. Il frissonne WALTER. Il chancelle GUILLAUME et WALTER. À peine, il respire ARNOLD. J'expire Guillaume Tell, N°11 |

- Dans ce même Trio patriotique de l'acte III, Jacques Offenbach cite Orphée aux Enfers qu'il a lui-même composé en 1858. À la fin des deux couplets d'Agamemnon, après « Par le flot emporté » et « Et sans nom qui ressemble à ça », Jacques Offenbach cite, à l'orchestre et un ton plus bas, la phrase « Ah ! ah ! ah ! Ah ! ah ! ah ! / Ne prends plus l'air patelin : / On connaît tes farces, Jupin ! » extraite des Couplets (N°8) du 2e tableau de l'acte I d'Orphée aux Enfers[53].
- Le thème d'Hèléne parodie l'opéra Les Troyens de Hector Berlioz présenté l'année précédente en 1863 à Paris[54]. On entend une citation "Gloire au Héros victorieux" de l'Apothéose de la Symphonie funèbre et triomphale de Berlioz à la fin de la scène IX de l'acte I des Charades.

## Postérité
- La Belle Hélène a donné son nom à un dessert à la poire attribué à Escoffier[55].
- La Belle Hélène a inspiré Émile Zola dans son roman Nana dans lequel au chapitre 1 Nana chante l'opéra bouffe La Blonde Vénus aux paroles « Écoute-nous, Vénus, Vénus la Blonde » (Acte I, scène 4) et « On me nomme Hélène la Blonde» (II, 3) », mais Nana chante on ne peut plus mal « Jamais on n'avait entendu une voix aussi fausse, menée avec moins de méthode [...]. Elle chantait comme une seringue. Et elle ne savait même pas se tenir en scène, elle jetait les mains en avant, dans un balancement de tout son corps, qu'on trouva peu convenable et disgracieux. »

## Discographie sélective
- 1978, sous la direction de Alain Lombard. Avec Jane Rhodes (Hélène), Rémy Corazza (Pâris), Jacques Martin (Ménélas), Jules Bastin (Agamemnon), Michel Trempont (Calchas), chœurs de l’Opéra du Rhin, Orchestre philharmonique de Strasbourg - Barclay/Accord.
- 1985, sous la direction de Michel Plasson. Avec Jessye Norman (Hélène), John Aler (Pâris), Charles Burles (Ménélas), Gabriel Bacquier (Agamemnon), Jean-Philippe Lafont (Calchas), chœur et orchestre du Capitole de Toulouse - EMI Classics.
- 2000, sous la direction de Marc Minkowski. Avec Felicity Lott (Hélène), Yann Beuron (Pâris), Michel Sénéchal (Ménélas), Laurent Naouri (Agamemnon), François Le Roux (Calchas), Marie-Ange Todorovitch (Oreste), chœur et orchestre des Musiciens du Louvre  - Virgin Classics. Production mise en scène par Laurent Pelly au théâtre du Châtelet.

### En DVD
- Emmanuelle Zoldan, Aude Sardier, Isabelle Fleur, Anaïs Constant, Frédéric Mazzotta, Dominique Desmons, Michel Vaissière, Philippe Ermelier, Frank T’Hézan,Thibaut T’Hézan, Jean-Christophe Fillol, Jean-François Huriet. Direction : Jean-Christophe Keck. Mise en scène : Frank T’Hézan. Festival des Châteaux de Bruniquel 2011 (2 DVD)
- Felicity Lott, Yann Beuron, Michel Sénéchal, Laurent Naouri, François Le Roux. Direction : Marc Minkowski. Théâtre du Châtelet – Mise en scène : Laurent Pelly. TDK DV-OPLBH (2 DVD)